# هافلته
هافلته (به هلندی: Havelte) یک منطقهٔ مسکونی در هلند است که در وسترفلد واقع شده‌است. هافلته ۳٬۱۷۰ نفر جمعیت دارد.